# 1336
Portal Geschichte | Portal Biografien | Aktuelle Ereignisse | Jahreskalender | Tagesartikel

◄ |
13. Jahrhundert |
14. Jahrhundert
| 15. Jahrhundert | ►

◄ |
1300er |
1310er |
1320er |
1330er
| 1340er | 1350er | 1360er | ►

◄◄ |
◄ |
1332 |
1333 |
1334 |
1335 |
1336
| 1337 | 1338 | 1339 | 1340 | ► | ►►
Staatsoberhäupter  · Nekrolog
| Januar | Januar | Januar | Januar | Januar | Januar | Januar | Januar |
| Kw     | Mo     | Di     | Mi     | Do     | Fr     | Sa     | So     |
| ------ | ------ | ------ | ------ | ------ | ------ | ------ | ------ |
| 1      | 1      | 2      | 3      | 4      | 5      | 6      | 7      |
| 2      | 8      | 9      | 10     | 11     | 12     | 13     | 14     |
| 3      | 15     | 16     | 17     | 18     | 19     | 20     | 21     |
| 4      | 22     | 23     | 24     | 25     | 26     | 27     | 28     |
| 5      | 29     | 30     | 31     |        |        |        |        |

| Februar | Februar | Februar | Februar | Februar | Februar | Februar | Februar |
| Kw      | Mo      | Di      | Mi      | Do      | Fr      | Sa      | So      |
| ------- | ------- | ------- | ------- | ------- | ------- | ------- | ------- |
| 5       |         |         |         | 1       | 2       | 3       | 4       |
| 6       | 5       | 6       | 7       | 8       | 9       | 10      | 11      |
| 7       | 12      | 13      | 14      | 15      | 16      | 17      | 18      |
| 8       | 19      | 20      | 21      | 22      | 23      | 24      | 25      |
| 9       | 26      | 27      | 28      | 29      |         |         |         |

| März | März | März | März | März | März | März | März |
| Kw   | Mo   | Di   | Mi   | Do   | Fr   | Sa   | So   |
| ---- | ---- | ---- | ---- | ---- | ---- | ---- | ---- |
| 9    |      |      |      |      | 1    | 2    | 3    |
| 10   | 4    | 5    | 6    | 7    | 8    | 9    | 10   |
| 11   | 11   | 12   | 13   | 14   | 15   | 16   | 17   |
| 12   | 18   | 19   | 20   | 21   | 22   | 23   | 24   |
| 13   | 25   | 26   | 27   | 28   | 29   | 30   | 31   |

| April | April | April | April | April | April | April | April |
| Kw    | Mo    | Di    | Mi    | Do    | Fr    | Sa    | So    |
| ----- | ----- | ----- | ----- | ----- | ----- | ----- | ----- |
| 14    | 1     | 2     | 3     | 4     | 5     | 6     | 7     |
| 15    | 8     | 9     | 10    | 11    | 12    | 13    | 14    |
| 16    | 15    | 16    | 17    | 18    | 19    | 20    | 21    |
| 17    | 22    | 23    | 24    | 25    | 26    | 27    | 28    |
| 18    | 29    | 30    |       |       |       |       |       |

| Mai | Mai | Mai | Mai | Mai | Mai | Mai | Mai |
| Kw  | Mo  | Di  | Mi  | Do  | Fr  | Sa  | So  |
| --- | --- | --- | --- | --- | --- | --- | --- |
| 18  |     |     | 1   | 2   | 3   | 4   | 5   |
| 19  | 6   | 7   | 8   | 9   | 10  | 11  | 12  |
| 20  | 13  | 14  | 15  | 16  | 17  | 18  | 19  |
| 21  | 20  | 21  | 22  | 23  | 24  | 25  | 26  |
| 22  | 27  | 28  | 29  | 30  | 31  |     |     |

| Juni | Juni | Juni | Juni | Juni | Juni | Juni | Juni |
| Kw   | Mo   | Di   | Mi   | Do   | Fr   | Sa   | So   |
| ---- | ---- | ---- | ---- | ---- | ---- | ---- | ---- |
| 22   |      |      |      |      |      | 1    | 2    |
| 23   | 3    | 4    | 5    | 6    | 7    | 8    | 9    |
| 24   | 10   | 11   | 12   | 13   | 14   | 15   | 16   |
| 25   | 17   | 18   | 19   | 20   | 21   | 22   | 23   |
| 26   | 24   | 25   | 26   | 27   | 28   | 29   | 30   |

| Juli | Juli | Juli | Juli | Juli | Juli | Juli | Juli |
| Kw   | Mo   | Di   | Mi   | Do   | Fr   | Sa   | So   |
| ---- | ---- | ---- | ---- | ---- | ---- | ---- | ---- |
| 27   | 1    | 2    | 3    | 4    | 5    | 6    | 7    |
| 28   | 8    | 9    | 10   | 11   | 12   | 13   | 14   |
| 29   | 15   | 16   | 17   | 18   | 19   | 20   | 21   |
| 30   | 22   | 23   | 24   | 25   | 26   | 27   | 28   |
| 31   | 29   | 30   | 31   |      |      |      |      |

| August | August | August | August | August | August | August | August |
| Kw     | Mo     | Di     | Mi     | Do     | Fr     | Sa     | So     |
| ------ | ------ | ------ | ------ | ------ | ------ | ------ | ------ |
| 31     |        |        |        | 1      | 2      | 3      | 4      |
| 32     | 5      | 6      | 7      | 8      | 9      | 10     | 11     |
| 33     | 12     | 13     | 14     | 15     | 16     | 17     | 18     |
| 34     | 19     | 20     | 21     | 22     | 23     | 24     | 25     |
| 35     | 26     | 27     | 28     | 29     | 30     | 31     |        |

| September | September | September | September | September | September | September | September |
| Kw        | Mo        | Di        | Mi        | Do        | Fr        | Sa        | So        |
| --------- | --------- | --------- | --------- | --------- | --------- | --------- | --------- |
| 35        |           |           |           |           |           |           | 1         |
| 36        | 2         | 3         | 4         | 5         | 6         | 7         | 8         |
| 37        | 9         | 10        | 11        | 12        | 13        | 14        | 15        |
| 38        | 16        | 17        | 18        | 19        | 20        | 21        | 22        |
| 39        | 23        | 24        | 25        | 26        | 27        | 28        | 29        |
| 40        | 30        |           |           |           |           |           |           |

| Oktober | Oktober | Oktober | Oktober | Oktober | Oktober | Oktober | Oktober |
| Kw      | Mo      | Di      | Mi      | Do      | Fr      | Sa      | So      |
| ------- | ------- | ------- | ------- | ------- | ------- | ------- | ------- |
| 40      |         | 1       | 2       | 3       | 4       | 5       | 6       |
| 41      | 7       | 8       | 9       | 10      | 11      | 12      | 13      |
| 42      | 14      | 15      | 16      | 17      | 18      | 19      | 20      |
| 43      | 21      | 22      | 23      | 24      | 25      | 26      | 27      |
| 44      | 28      | 29      | 30      | 31      |         |         |         |

| November | November | November | November | November | November | November | November |
| Kw       | Mo       | Di       | Mi       | Do       | Fr       | Sa       | So       |
| -------- | -------- | -------- | -------- | -------- | -------- | -------- | -------- |
| 44       |          |          |          |          | 1        | 2        | 3        |
| 45       | 4        | 5        | 6        | 7        | 8        | 9        | 10       |
| 46       | 11       | 12       | 13       | 14       | 15       | 16       | 17       |
| 47       | 18       | 19       | 20       | 21       | 22       | 23       | 24       |
| 48       | 25       | 26       | 27       | 28       | 29       | 30       |          |

| Dezember | Dezember | Dezember | Dezember | Dezember | Dezember | Dezember | Dezember |
| Kw       | Mo       | Di       | Mi       | Do       | Fr       | Sa       | So       |
| -------- | -------- | -------- | -------- | -------- | -------- | -------- | -------- |
| 48       |          |          |          |          |          |          | 1        |
| 49       | 2        | 3        | 4        | 5        | 6        | 7        | 8        |
| 50       | 9        | 10       | 11       | 12       | 13       | 14       | 15       |
| 51       | 16       | 17       | 18       | 19       | 20       | 21       | 22       |
| 52       | 23       | 24       | 25       | 26       | 27       | 28       | 29       |
| 1        | 30       | 31       |          |          |          |          |          |

| Januar | Januar | Januar | Januar | Januar | Januar | Januar | Januar |
| Kw     | Mo     | Di     | Mi     | Do     | Fr     | Sa     | So     |
| ------ | ------ | ------ | ------ | ------ | ------ | ------ | ------ |
| 1      | 1      | 2      | 3      | 4      | 5      | 6      | 7      |
| 2      | 8      | 9      | 10     | 11     | 12     | 13     | 14     |
| 3      | 15     | 16     | 17     | 18     | 19     | 20     | 21     |
| 4      | 22     | 23     | 24     | 25     | 26     | 27     | 28     |
| 5      | 29     | 30     | 31     |        |        |        |        |

| Februar | Februar | Februar | Februar | Februar | Februar | Februar | Februar |
| Kw      | Mo      | Di      | Mi      | Do      | Fr      | Sa      | So      |
| ------- | ------- | ------- | ------- | ------- | ------- | ------- | ------- |
| 5       |         |         |         | 1       | 2       | 3       | 4       |
| 6       | 5       | 6       | 7       | 8       | 9       | 10      | 11      |
| 7       | 12      | 13      | 14      | 15      | 16      | 17      | 18      |
| 8       | 19      | 20      | 21      | 22      | 23      | 24      | 25      |
| 9       | 26      | 27      | 28      | 29      |         |         |         |

| März | März | März | März | März | März | März | März |
| Kw   | Mo   | Di   | Mi   | Do   | Fr   | Sa   | So   |
| ---- | ---- | ---- | ---- | ---- | ---- | ---- | ---- |
| 9    |      |      |      |      | 1    | 2    | 3    |
| 10   | 4    | 5    | 6    | 7    | 8    | 9    | 10   |
| 11   | 11   | 12   | 13   | 14   | 15   | 16   | 17   |
| 12   | 18   | 19   | 20   | 21   | 22   | 23   | 24   |
| 13   | 25   | 26   | 27   | 28   | 29   | 30   | 31   |

| April | April | April | April | April | April | April | April |
| Kw    | Mo    | Di    | Mi    | Do    | Fr    | Sa    | So    |
| ----- | ----- | ----- | ----- | ----- | ----- | ----- | ----- |
| 14    | 1     | 2     | 3     | 4     | 5     | 6     | 7     |
| 15    | 8     | 9     | 10    | 11    | 12    | 13    | 14    |
| 16    | 15    | 16    | 17    | 18    | 19    | 20    | 21    |
| 17    | 22    | 23    | 24    | 25    | 26    | 27    | 28    |
| 18    | 29    | 30    |       |       |       |       |       |

| Mai | Mai | Mai | Mai | Mai | Mai | Mai | Mai |
| Kw  | Mo  | Di  | Mi  | Do  | Fr  | Sa  | So  |
| --- | --- | --- | --- | --- | --- | --- | --- |
| 18  |     |     | 1   | 2   | 3   | 4   | 5   |
| 19  | 6   | 7   | 8   | 9   | 10  | 11  | 12  |
| 20  | 13  | 14  | 15  | 16  | 17  | 18  | 19  |
| 21  | 20  | 21  | 22  | 23  | 24  | 25  | 26  |
| 22  | 27  | 28  | 29  | 30  | 31  |     |     |

| Juni | Juni | Juni | Juni | Juni | Juni | Juni | Juni |
| Kw   | Mo   | Di   | Mi   | Do   | Fr   | Sa   | So   |
| ---- | ---- | ---- | ---- | ---- | ---- | ---- | ---- |
| 22   |      |      |      |      |      | 1    | 2    |
| 23   | 3    | 4    | 5    | 6    | 7    | 8    | 9    |
| 24   | 10   | 11   | 12   | 13   | 14   | 15   | 16   |
| 25   | 17   | 18   | 19   | 20   | 21   | 22   | 23   |
| 26   | 24   | 25   | 26   | 27   | 28   | 29   | 30   |

| Juli | Juli | Juli | Juli | Juli | Juli | Juli | Juli |
| Kw   | Mo   | Di   | Mi   | Do   | Fr   | Sa   | So   |
| ---- | ---- | ---- | ---- | ---- | ---- | ---- | ---- |
| 27   | 1    | 2    | 3    | 4    | 5    | 6    | 7    |
| 28   | 8    | 9    | 10   | 11   | 12   | 13   | 14   |
| 29   | 15   | 16   | 17   | 18   | 19   | 20   | 21   |
| 30   | 22   | 23   | 24   | 25   | 26   | 27   | 28   |
| 31   | 29   | 30   | 31   |      |      |      |      |

| August | August | August | August | August | August | August | August |
| Kw     | Mo     | Di     | Mi     | Do     | Fr     | Sa     | So     |
| ------ | ------ | ------ | ------ | ------ | ------ | ------ | ------ |
| 31     |        |        |        | 1      | 2      | 3      | 4      |
| 32     | 5      | 6      | 7      | 8      | 9      | 10     | 11     |
| 33     | 12     | 13     | 14     | 15     | 16     | 17     | 18     |
| 34     | 19     | 20     | 21     | 22     | 23     | 24     | 25     |
| 35     | 26     | 27     | 28     | 29     | 30     | 31     |        |

| September | September | September | September | September | September | September | September |
| Kw        | Mo        | Di        | Mi        | Do        | Fr        | Sa        | So        |
| --------- | --------- | --------- | --------- | --------- | --------- | --------- | --------- |
| 35        |           |           |           |           |           |           | 1         |
| 36        | 2         | 3         | 4         | 5         | 6         | 7         | 8         |
| 37        | 9         | 10        | 11        | 12        | 13        | 14        | 15        |
| 38        | 16        | 17        | 18        | 19        | 20        | 21        | 22        |
| 39        | 23        | 24        | 25        | 26        | 27        | 28        | 29        |
| 40        | 30        |           |           |           |           |           |           |

| Oktober | Oktober | Oktober | Oktober | Oktober | Oktober | Oktober | Oktober |
| Kw      | Mo      | Di      | Mi      | Do      | Fr      | Sa      | So      |
| ------- | ------- | ------- | ------- | ------- | ------- | ------- | ------- |
| 40      |         | 1       | 2       | 3       | 4       | 5       | 6       |
| 41      | 7       | 8       | 9       | 10      | 11      | 12      | 13      |
| 42      | 14      | 15      | 16      | 17      | 18      | 19      | 20      |
| 43      | 21      | 22      | 23      | 24      | 25      | 26      | 27      |
| 44      | 28      | 29      | 30      | 31      |         |         |         |

| November | November | November | November | November | November | November | November |
| Kw       | Mo       | Di       | Mi       | Do       | Fr       | Sa       | So       |
| -------- | -------- | -------- | -------- | -------- | -------- | -------- | -------- |
| 44       |          |          |          |          | 1        | 2        | 3        |
| 45       | 4        | 5        | 6        | 7        | 8        | 9        | 10       |
| 46       | 11       | 12       | 13       | 14       | 15       | 16       | 17       |
| 47       | 18       | 19       | 20       | 21       | 22       | 23       | 24       |
| 48       | 25       | 26       | 27       | 28       | 29       | 30       |          |

| Dezember | Dezember | Dezember | Dezember | Dezember | Dezember | Dezember | Dezember |
| Kw       | Mo       | Di       | Mi       | Do       | Fr       | Sa       | So       |
| -------- | -------- | -------- | -------- | -------- | -------- | -------- | -------- |
| 48       |          |          |          |          |          |          | 1        |
| 49       | 2        | 3        | 4        | 5        | 6        | 7        | 8        |
| 50       | 9        | 10       | 11       | 12       | 13       | 14       | 15       |
| 51       | 16       | 17       | 18       | 19       | 20       | 21       | 22       |
| 52       | 23       | 24       | 25       | 26       | 27       | 28       | 29       |
| 1        | 30       | 31       |          |          |          |          |          |

## Ereignisse

### Politik und Weltgeschehen

#### Europa
- 24. Januar: Durch den Tod seines Vaters Alfonso IV. wird Peter IV. König von Aragonien. Er hält sich nicht an das Testament seines Vaters und enthält seiner Stiefmutter Eleonore von Kastilien und seinen Halbbrüdern, die bereits vor Alfonsos Tod nach Kastilien geflüchtet sind, die ihnen von Alfons geschenkten großen Güter vor. Das führt zu einem Konflikt zwischen den beiden Ländern.

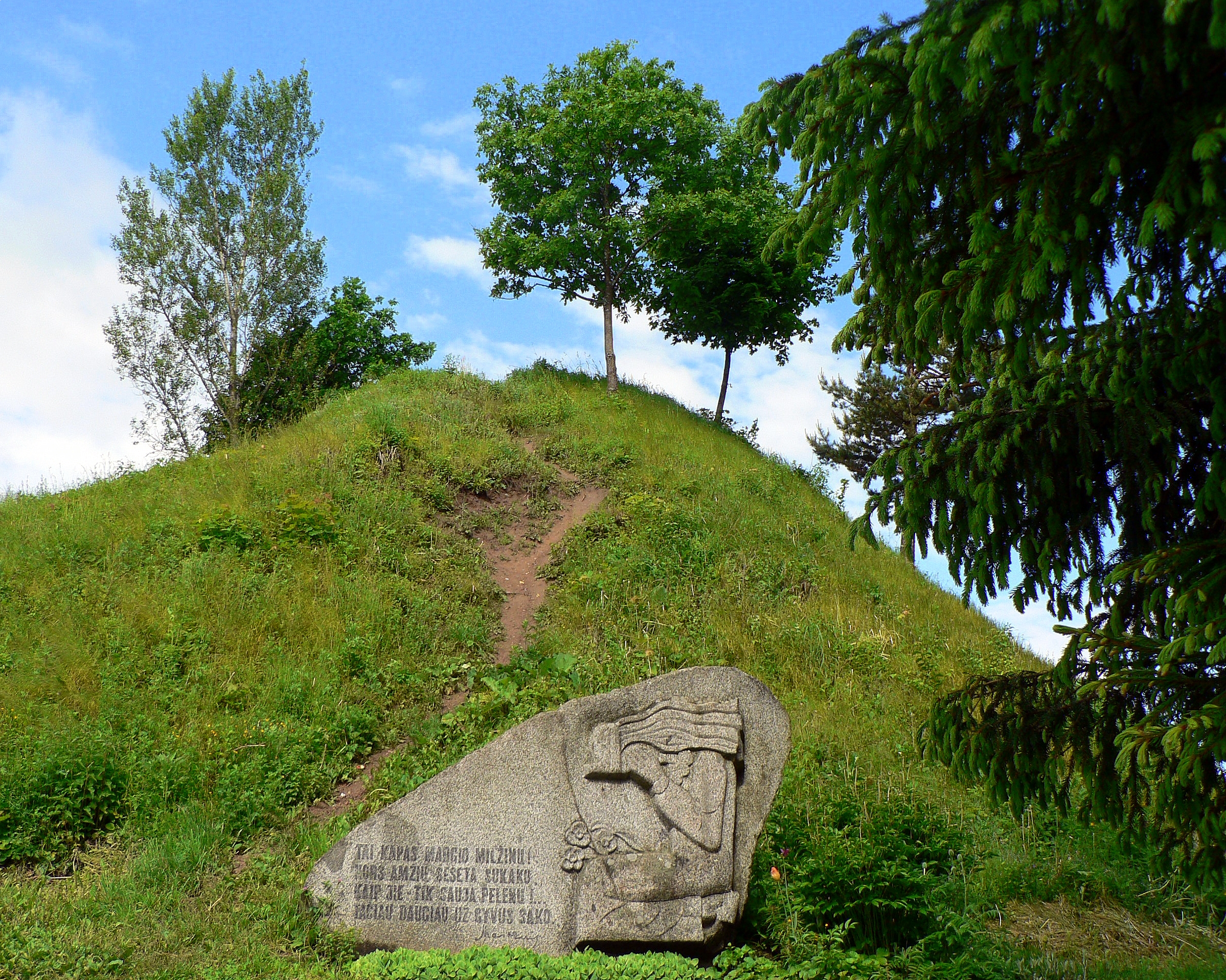
Denkmal an die Verteidiger der Burg Pilėnai in Punia, Rajongemeinde Alytus

- 25. Februar: Verteidigung von Pilėnai: Die litauische Burg des Fürsten Margiris im Land Trapėnai, Schemaitien wird vom Deutschen Orden mit deutschen Rittern und Rittern aus Belgien, Österreich und Frankreich überfallen.
- 7. Juni: In Zürich gibt die Brunsche Zunftverfassung nach einem Sturm auf das Rathaus unter Rudolf Brun den Kaufleuten die gleichen Rechte wie den Rittern.
- 29. Juli: Mit einem Massaker an der jüdischen Gemeinde in Röttingen beginnt die Armledererhebung unter Arnold III. von Uissigheim. Der als Armleder bezeichnete „abgewirtschaftete Edelmann“ wird am 14. November hingerichtet.
- 28. Oktober: Kaiser Ludwig IV. schickt eine Gesandtschaft zum Papst. Seinem „Bündnisangebot“ ist kein Erfolg beschieden.
- Die Herren von Treffurt werden aus Treffurt vertrieben. Die Herrschaft Treffurt und die Vogtei Dorla werden in den nächsten Jahrhunderten vom Mainzer Erzbischof und den Landgrafschaften Hessen und Thüringen – in deren Rechtsnachfolge die Landgrafschaft Hessen-Kassel und das Kurfürstentum Sachsen – als Ganerbschaft verwaltet.

#### Entdeckungsfahrten
- Von Lissabon aus sticht eine Flotte unter der Führung des Genuesers Lancelotto Malocello in See, um das Ende der europäischen Welt an der westafrikanischen Küste näher zu erforschen. Dabei entdecken die Seefahrer angeblich auch Lanzarote und damit die Kanarischen Inseln erneut.

#### Asien

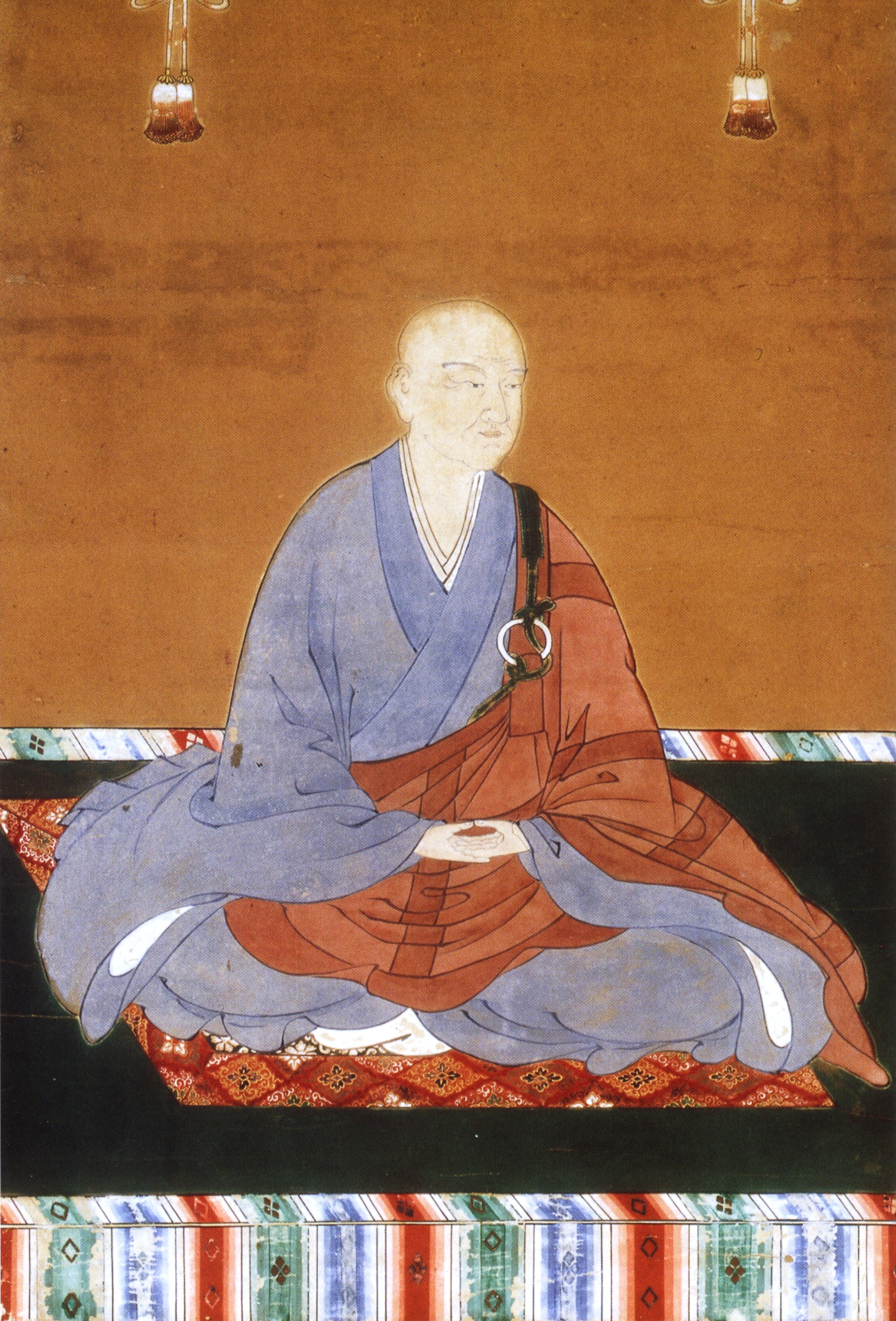
Kaiser Kōmyō

- 5. Juli: In Japan verlieren kaisertreue Truppen unter dem Befehl von Kusunoki Masashige und Nitta Yoshisada die Schlacht am Minatogawa gegen die Rebellenarmee des Ashikaga Takauji, der danach die Kaiserstadt Kyōto einnimmt. Kaiser Go-Daigo verlegt den Hof daraufhin nach Yoshino im Süden, während Takauji am 20. September Kōmyō als de facto machtlosen (Gegen)Tennō in Kyōto einsetzt und damit die Kemmu-Restauration beendet. Mit dem Ashikaga-Shōgunat beginnt die Zeit der Nord- und Südhöfe.

#### Urkundliche Ersterwähnungen
- Hüttlingen, Oberforstbach, Ueken und Weisenbach werden erstmals urkundlich erwähnt.

### Religion

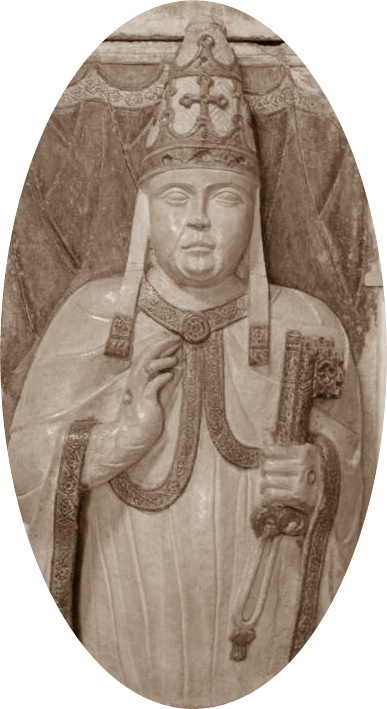
Papst Benedikt XII.

- 28. November: Papst Benedikt XII. veröffentlicht die Konstitution Redemptor noster, in der er verbietet, eine Glaubensangelegenheit, die zur Prüfung vor den Heiligen Stuhl gebracht wird, im Sinne der einen oder anderen Seite zu billigen, bevor der Papst darüber entschieden hat.
- In der Bulle Benedictus Deus legt Papst Benedikt XII. die bis heute im Wesentlichen gültige Definition der katholischen Lehre über die visio beatifica fest, die „Gottesschau“ der Seelen nach dem Tode. Die Bulle gilt als ex cathedra erlassen, mithin als irreversible Lehre und klärt eine Lehrunsicherheit, die Benedikts Vorgänger Johannes XXII. ausgelöst hat. Dieser bevorzugte die Deutung, dass die Seelen der Verstorbenen bis zur Wiederkunft Christi „unter dem Altare“ (der menschlichen Natur Jesu) ruhten.

### Gesellschaft und Sport

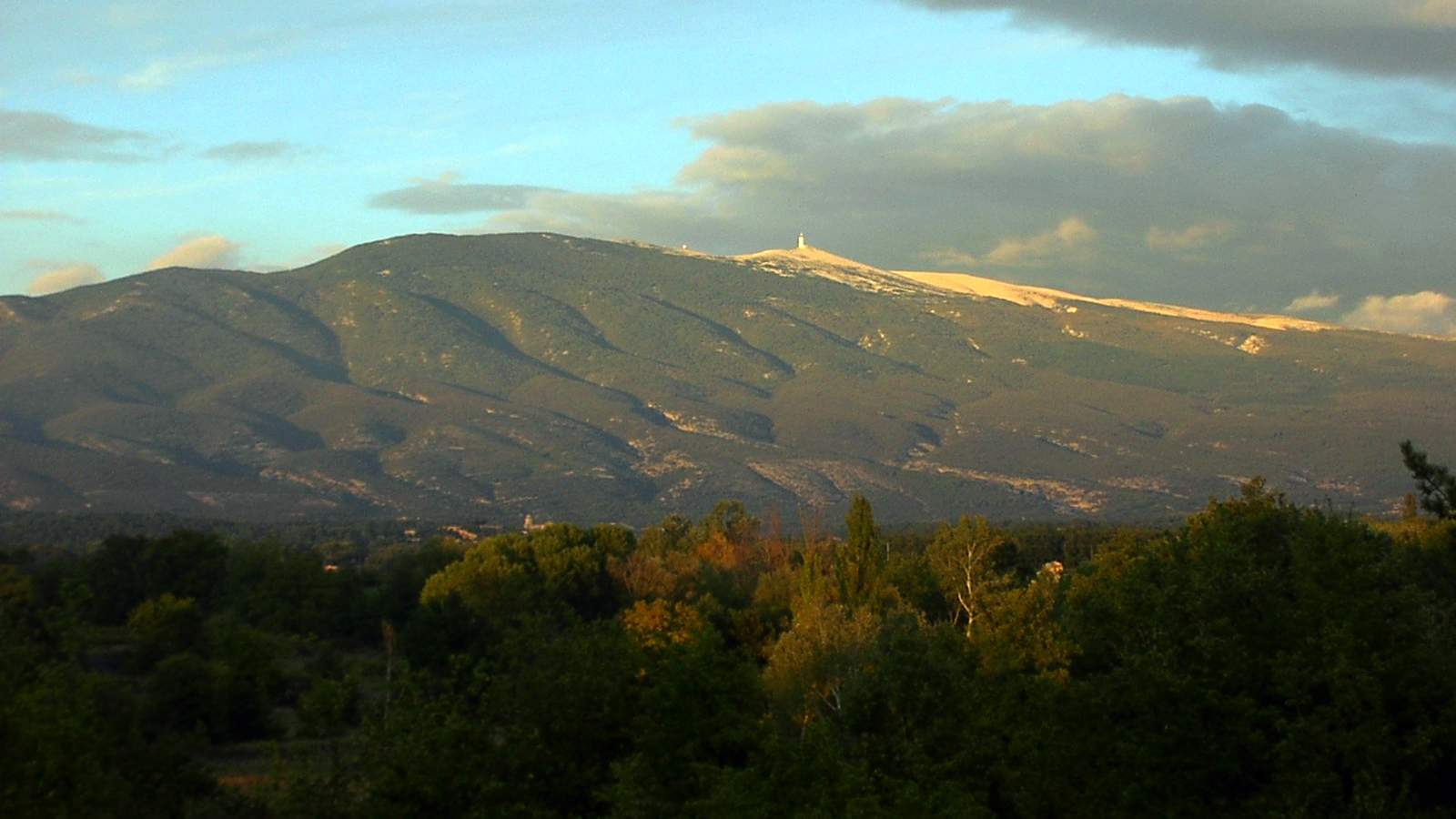
Mont Ventoux in der Abendsonne von Südwesten

- 26. April: Die Erstbesteigung des Mont Ventoux in der französischen Provence durch den Dichter Francesco Petrarca gemeinsam mit seinem Bruder gilt als die Geburtsstunde des Alpinismus.

## Geboren

### Geburtsdatum gesichert
- 12. März: Eduard, Herzog von Geldern († 1371)
- 24. März: Edward le Despenser, englischer Adeliger und Militär († 1375)
- 8. April: Timur, zentralasiatischer Eroberer und Gründer der Timuriden-Dynastie († 1405)
- 14. April: Go-Kōgon, japanischer Thronprätendent († 1374)
- 23. April: Olivier V. de Clisson, Connétable von Frankreich († 1407)
- 1. Juli: Philippe de Valois, Herzog von Orléans († 1375)
- 25. Juli: Albrecht I., Herzog von Bayern († 1404)
- 24. August: Jakob IV., Titularkönig von Mallorca († 1375)
- 21. Dezember: Balthasar von Thüringen, Markgraf der Wettiner († 1406)

### Genaues Geburtsdatum unbekannt
- Emecho II. von Cochem, deutscher Benediktinermönch und Abt († 1401)
- Dietrich I. von der Mark, Dompropst in Köln († 1406)
- Cosma dei Migliorati, unter dem Namen Innozenz VII. Papst († 1406)
- Philipp von Navarra, Graf von Longueville († 1363)

### Geboren um 1336
- John Charlton, walisischer Marcher Lord († 1374)

## Gestorben

### Todesdatum gesichert
- 20. Januar: John de Bohun, englischer Magnat (* 1306)
- 24. Januar: Alfons IV., König von Aragón und Sardinien (* 1299)
- 27. März: William Airmyn, Bischof von Norwich und Lordkanzler von England
- 15. Mai: Arpa Ke'un, Ilchan von Persien
- 17. Mai: Go-Fushimi, Kaiser von Japan (* 1288)
- 23. Mai: Wacław von Płock, Herzog von Masowien (* 1293)
- 4. Juni: Guillaume Pierre Godin, Kardinal der Römischen Kirche (* 1260)

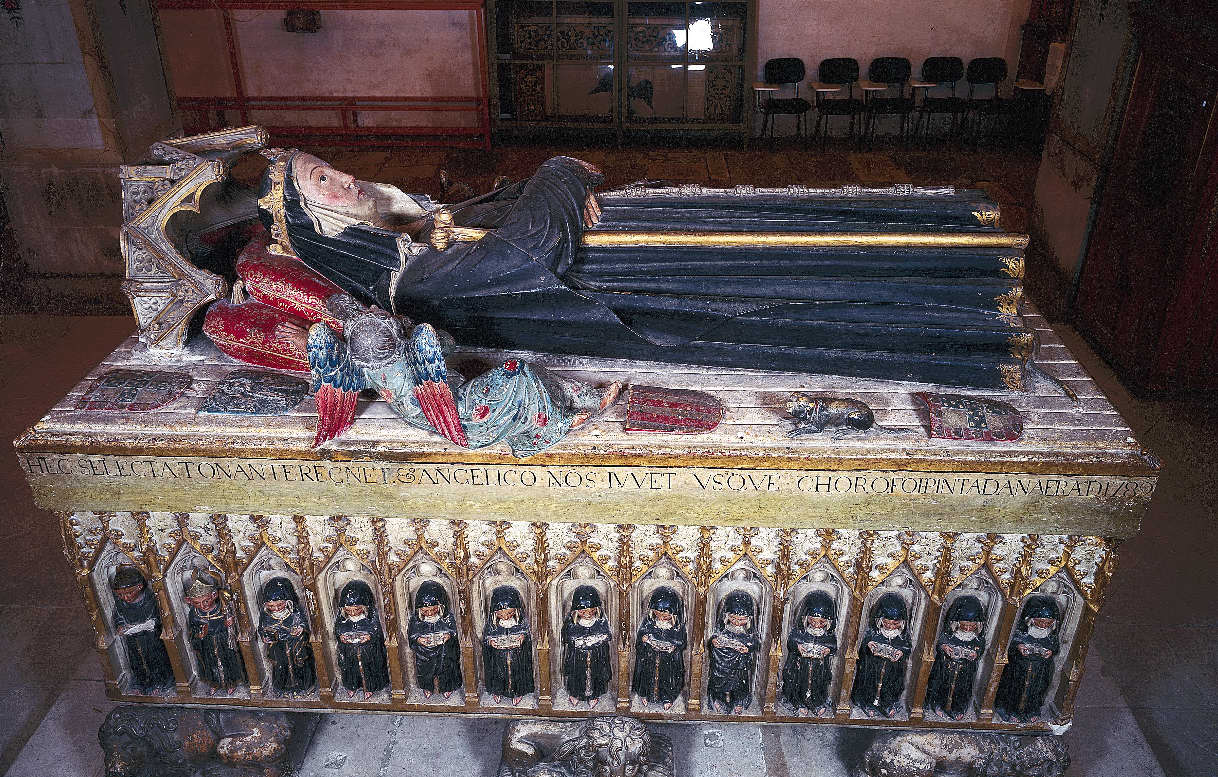
Das gotische Hochgrab von Königin Elisabeth in Coimbra

- 4. Juli: Elisabeth von Portugal, Königin von Portugal und Heilige der katholischen Kirche (* 1271)

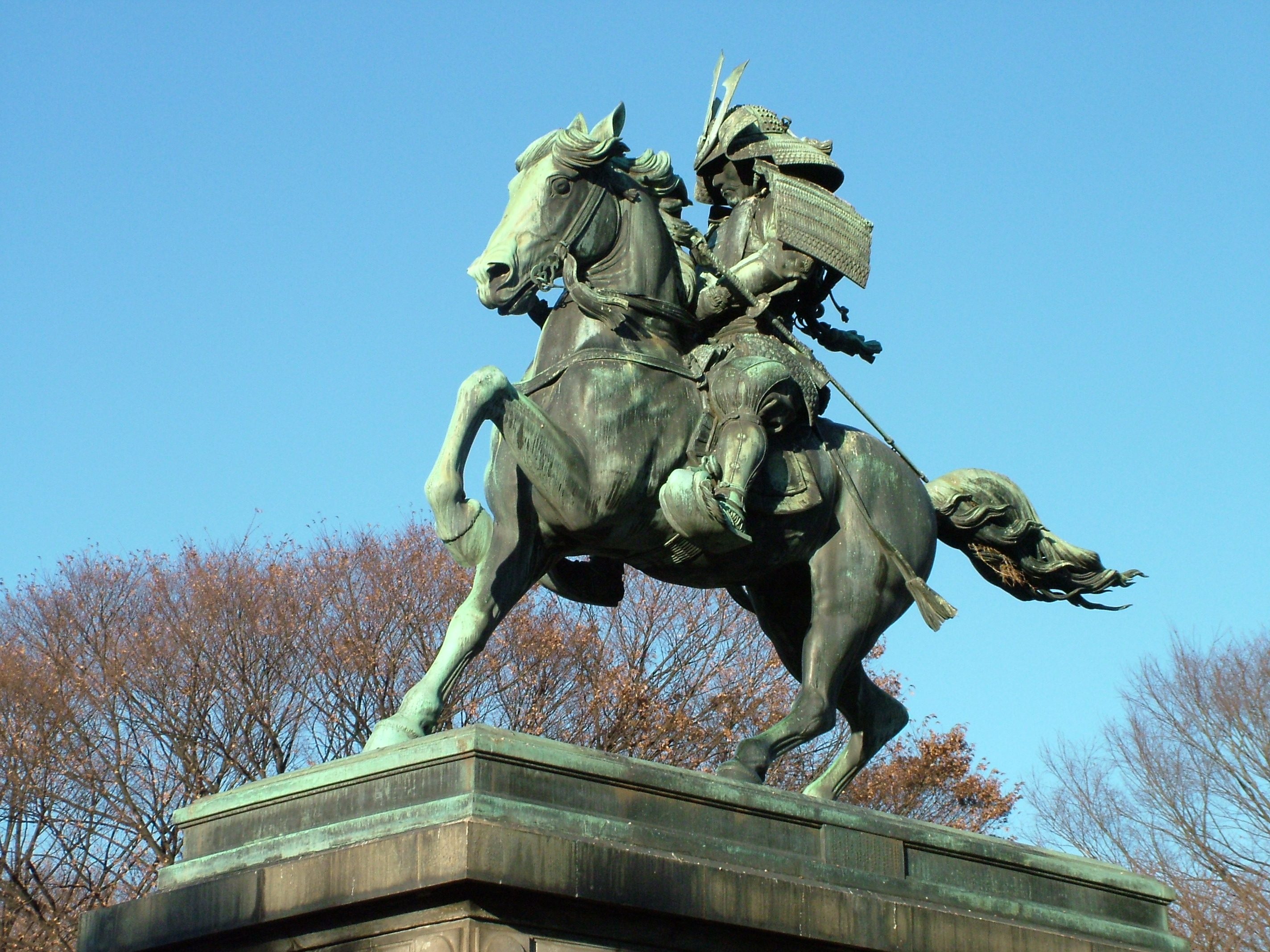
Statue von Kusunoki Masahige nahe dem Kaiserpalast in Tokio

- 5. Juli: Kusunoki Masashige, japanischer Volksheld (* 1294)
- 27. August: Walram von Veldenz, Bischof von Speyer
- 5. September: Karl von Évreux, Graf von Étampes (* 1305)
- 13. September: John of Eltham, Prinz der englischen Königsdynastie Plantagenet (* 1316)
- 30. September: Katharina von Savoyen, Prinzessin von Savoyen
- 9. Oktober: Heinrich III. von Metz, Zisterzienserabt, kaiserlicher Kanzler und Fürstbischof von Trient
- 31. Oktober: Elisabeth von Ungarn, Dominikanerin und Prinzessin von Ungarn (* 1292/93)
- 2. November: Albert I. von Enn, Bischof von Brixen
- 11. November: Eduard I., Graf von Bar (* 1296)
- 14. November: Arnold III. von Uissigheim, fränkischer Ritter (* um 1298)

### Genaues Todesdatum unbekannt
- September: Ramon Muntaner, katalanischer Chronist (* 1265)
- November: Eduard I., Graf von Bar (* 1296)
- Jordanus Catalanus de Severac, erster katholischer Bischof des lateinischen Ritus in Indien (* um 1290)
- Kham Fu, König von Lan Na in Nordthailand
- Lestko, Herzog von Ratibor (* 1290/91)
- Margiris, Fürst von Niederlitauen
- Simon II., Graf von Sponheim (* um 1270)
- Richard von Wallingford, englischer Mathematiker, Astronom und Abt (* 1292)

### Gestorben um 1336
- Peter Mauley, englischer Adeliger (* 1281)